# Palacio Piratini
El palacio Piratini es la sede del poder ejecutivo del estado brasileño de Río Grande del Sur. Está ubicado en el centro histórico de Porto Alegre, en la plaza Mariscal Deodoro, también conocida como plaza da Matriz. En 1955 recibió su nombre en homenaje a Piratini, primera capital de la República Riograndense durante la revolución Farroupilha.

## Historia
El 23 de abril de 1769, el administrador colonial portugués José Marcelino de Figueiredo asumió la comandancia de la capitanía de Río Grande de San Pedro y al poco tiempo propuso trasladar la capital de la capitanía de Viamão a Porto dos Casais, futuro emplazamiento de la ciudad de Porto Alegre. En 1771 el traslado fue autorizado por el virrey Luis de Almeida Silva Mascarenhas y Figueiredo dejó la urbanización a cargo de su sucesor, el teniente coronel António da Veiga de Andrade. Al asumir nuevamente el cargo el 5 de abril de 1773, fijó su residencia en Porto dos Casais el 24 de julio del mismo año, fecha en la que la localidad se convirtió en la capital provincial. También en 1773 ordenó construir un edificio para albergar la sede del gobierno de la capitanía. Este edificio pudo ser utilizado como tal a partir de 1789 y sería conocido como palacio de Barro.

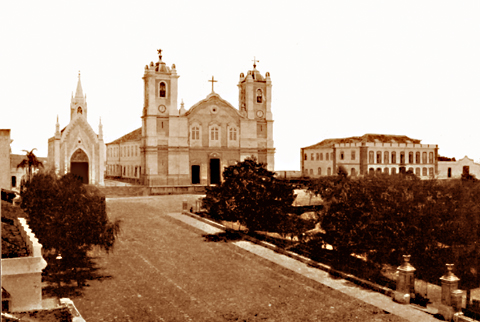
El palacio de Barro, a la derecha, antes de ser demolido en 1896. Foto de Virgílio Calegari (1890).

Al finalizar la guerra de los Farrapos en 1845 el palacio de Barro ya era un local deteriorado e inadecuado para sus funciones, por lo que presidente provincial Soares de Andrea encargó al arquitecto Phillip von Normann un nuevo proyecto que no llegó a ser ejecutado. Poco antes de la proclamación de la república en 1889 se encargó otro proyecto que también fue abandonado dada la inestabilidad que provocó la caída del imperio.
En 1894 el presidente estatal Júlio de Castilhos ordenó la construcción de un nuevo palacio y encargó el proyecto a Affonso Hebert, arquitecto de la secretaría de Obras Públicas. En 1896 se demolió el viejo palacio que fuera sede gubernamental por 107 años y el 27 de octubre se colocó la piedra fundamental de la nueva sede. Mientras tanto, el gobierno se trasladó a Forte Apache, edificio sede de la asamblea provincial, conocido desde 2002 como Palacio del Ministerio Público y ubicado en la misma plaza da Matriz.
El ritmo de avance de la nueva obra fue lento y cuando la construcción todavía no pasaba de los cimientos, el nuevo presidente estatal Carlos Barbosa Gonçalves alegó que el proyecto ya no se adecuaba a las exigencias de la época. Para ello en 1908 el gobierno envió una delegación a París a fin de que convocase un concurso internacional para la elección de un nuevo proyecto que sustituiría al de Hebert. El concurso atrajo apenas a dos participantes, A. Agustín Rey y A. Janin, cuyos diseños no fueron utilizados a pesar de los elogios que recibieron. Al año siguiente el arquitecto francés Maurice Gras se trasladó a Río Grande del Sur y fue presentado a Carlos Barbosa, por intermedio de diplomáticos franceses en Brasil. Gras presentó una nueva propuesta que fue aprobada y el 20 de septiembre de 1909 se colocó la segunda piedra fundamental del palacio. Se adquirieron nuevos terrenos dado que el proyecto era mayor y las obras se iniciaron con rapidez. Pero estaba lejos de concluirse en 1913 cuando Borges de Medeiros rescindió el contrato con Gras debido a los excesivos costos de la obra. El final de la obra fue encomendada a trabajadores locales o afincados en Brasil como el arquitecto español Jesús María Corona y su hijo Fernando Corona, entre otros. El inicio de la Primera Guerra Mundial en 1914 complicó la importación de materiales de Europa que debieron ser sustituidos por materiales locales. De ahí en adelante las obras continuaron a un ritmo mucho más lento y se retomaron plenamente a principios años 1920, durante la cuarta administración de Borges de Medeiros.

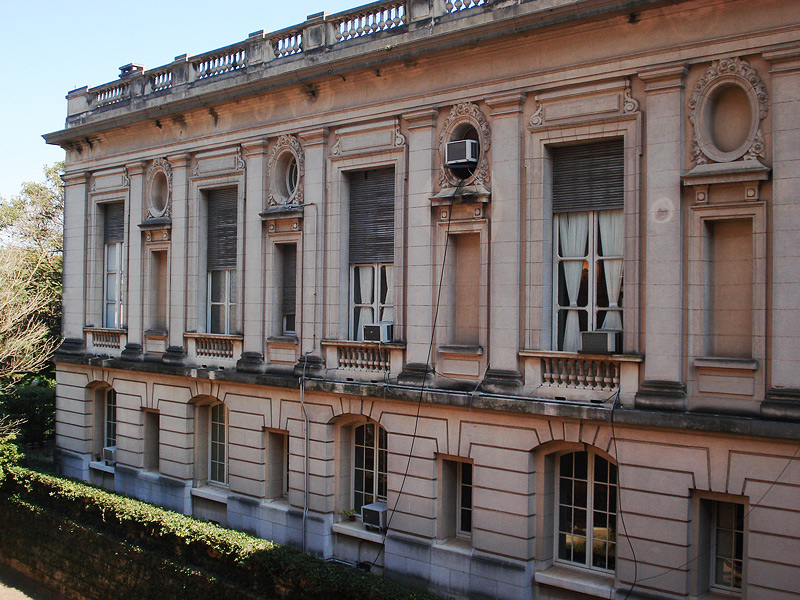
Detalle del ala sur (residencial) de Piratini.

En 1921, con Borges de Medeiros como presidente estatal, pudo abandonarse el edificio de la asamblea legislativa y ocupar el nuevo local en forma parcial y sin inauguración oficial, puesto que las alas residenciales, los salones para recepciones y los jardines todavía no estaban prontos. Getúlio Vargas, sucesor de Borges de Medeiros a partir de 1928 y futuro presidente de Brasil, fue el primer gobernante que residió en el palacio. Hasta entrada la década de 1970 el palacio no fue considerado como concluido, a pesar de que se continuaban realizando trabajos menores e intervenciones de restauración que ya empezaban a ser necesarias en las áreas más antiguas. 
En 1955, por medio de un decreto del gobernador Ildo Meneghetti, se le otorgó el nombre oficial de Palacio Piratini en homenaje a Piratini, localidad que en 1836 se convirtió en la primera capital de la República Riograndense (1836-1845), durante la revolución Farroupilha (1835-1845).
Uno de los episodios más importantes de su historia ocurrió durante el mandato del gobernador Leonel Brizola, cuando el gobierno federal, en respuesta a la campaña de la Legalidad en 1961, decretó el bombardeo aéreo del palacio. Sin embargo, la orden no fue acatada por los soldados de la base aérea de Canoas. En esa ocasión, cerca de treinta mil personas estaban acampadas frente al palacio, en reclamo de que João Goulart asumiera la presidencia de la república.
Desde 1986 es considerado Patrimonio Histórico y Artístico del estado de Río Grande del Sur. En 2000 el edificio fue incluido en el proyecto Monumenta del Ministerio de Cultura de Brasil, dedicado a la revitalización de los centros históricos brasileños con el apoyo del BID y de la Unesco, y se realizó una obra de restauración que se extendió desde fines de 2000 a fines de 2006. El 24 de abril de 2003 se inscribió en el registro del Instituto del Patrimonio Histórico y Artístico Nacional (IPHAN).

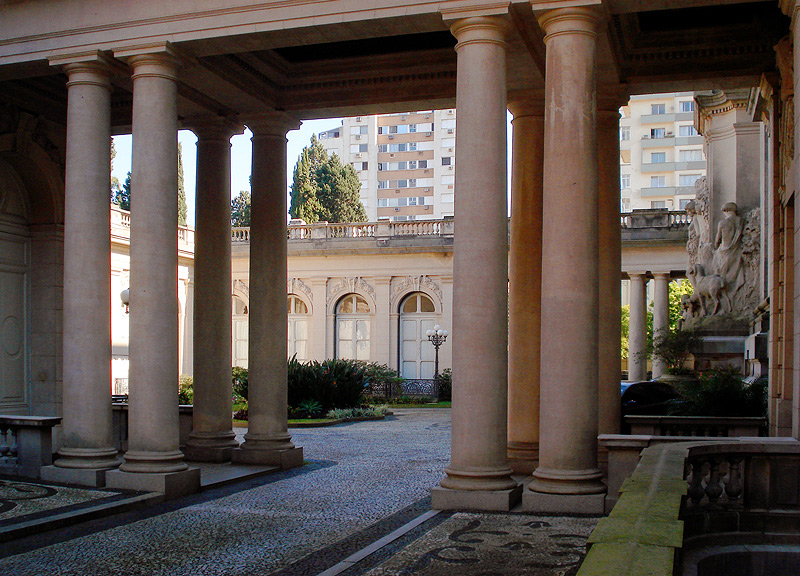
Vista de los jardines interiores.

## Descripción

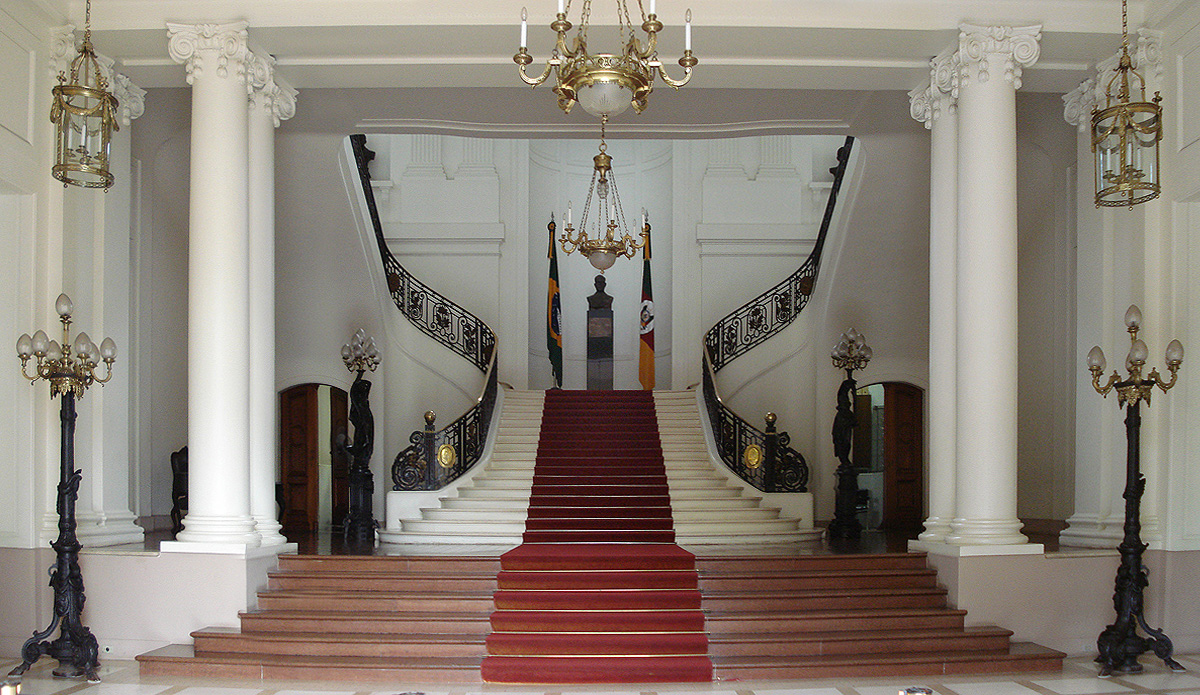
Vestíbulo principal y escalinata.

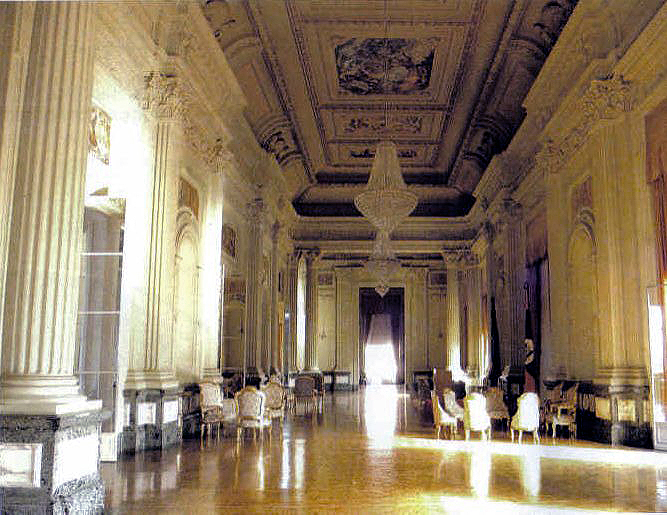
Salón «Negrinho do Pastoreio».

Es una construcción de líneas neoclásicas cuyo diseño recuerda al Pequeño Trianón, en el parque del palacio de Versalles. En la fachada se destacan las columnas de orden jónico y dos esculturas de Paul Landowski, creador de la estatua del Cristo Redentor, símbolo de Río de Janeiro, que representan a la agricultura y a la industria, una a cada lado de la entrada principal. 
Los principales espacios del palacio son el vestíbulo principal, el oratorio, los jardines, el galpón criollo y los salones «Negrinho do Pastoreio», «Alberto Pasqualini», de los banquetes y de los espejos.
En el vestíbulo principal, una suntuosa escalera de mármol francés da acceso al gabinete del gobernador, donde se pueden ver algunas antigüedades como un añejo teléfono recubierto de oro, obsequio de la Compañía Telefónica a Borges de Medeiros, y un tapete de 42 metros cuadrados confeccionado en 1930.
Los lustres de los salones «Negrinho do Pastoreio» y «Alberto Pasqualini» son réplicas de los existentes en el palacio de Versalles. Murales del pintor italiano Aldo Locatelli ilustran episodios de la historia de Río Grande del Sur. Parte del mobiliario fue fabricado por presidiarios de la antigua Casa de Corrección de Porto Alegre, y los umbrales y rodapiés fueron esculpidos en mármol de Carrara. Hay dos cuadros de Antônio Parreiras: un retrato de Bento Gonçalves da Silva y otro que representa la proclamación de la República Riograndense.
La obra de Paul Landowski también está presente en el centro del patio interno con el grupo escultórico La primavera. En el mismo patio hay una fuente con temas egipcios y una escultura del Negrinho do Pastoreio, por Vasco Prado. En el área externa, fue construido en 1971 el «Galpón Criollo» (en portugués: «Galpão Crioulo»), donde los visitantes son recibidos con muestras de la gastronomía y de la cultura tradicional gaúchas.

## Visitas
El palacio está abierto al público de lunes a viernes entre las 9 y 17 horas, menos los jueves por la tarde. Se ofrece servicio de guía en portugués, inglés y español.